# SliTaz
SliTaz СлиТаз је ГНУ/Линукс дистрибуција, коју је започео Кристоф Линколн 2006. године. Дистрибуција је велика око 80 MB, а њена ISO слика 25 MB. SliTaz је једна од данас најмањих, веома брзих десктоп Линукс дистрибуција.

## Историја
Након две године развоја, дистрибуција SliTaz 1.0 је објављена на крајем марта 2008. године. SliTaz дели многе заједничке циљеве са Damn Small Linux дистрибуцијом, али је мањи и темељи се на новијем Линукс кернелу.

## Апликације
- Веб сервер LightTPD (са ЦГИ и ПХП подршком)
- Mozilla Firefox
- Alsa миксер, звучни плејер и ЦД гребовање / енкодовање
- Ћаскање, пошта и ФТП клијенти
- ССХ клијент и сервер (Dropbear)
- База података (SQLite)
- ЦД и ДВД алатке за гравирање, измене, и сл.
- Елегантна радна површ (JWM)
- Више од 450 пакета

## Могућности
SliTaz се подиже са:
- Live USB уз помоћ tazusb или UNetbootin
- Live CD (cooking or stable 1.0)
- Са интерног hard drive
- Као virtualbox или vmware машина
- Са дискете boot disk
- Са мреже уз помоћ PXE и интернета користећи gPXE